# Університет науки і техніки Китаю
Університет науки і технологій Китаю, також Науково-технічний університет Китаю (англ. University of Science and Technology of China, USTC) є державним дослідницьким університетом у Хефеї, Аньхой, Китай. Під безпосереднім керівництвом Академії наук Китаю, університет спільно фінансується Академією, Міністерством освіти Китаю та урядом провінції Аньхой.
Університет, заснований у Пекіні Китайською академією наук у вересні 1958 року, переїхав до Хефея на початку 1970 року під час Культурної революції. Університет був заснований з місією вирішення нагальних потреб у покращенні економіки Китаю, оборонної інфраструктури та науково-технічної освіти. Його основною сильною стороною є наукові та технологічні дослідження, а останнім часом він розширився на гуманітарні науки та управління з сильним науковим та інженерним акцентом. Університет має 13 шкіл, 11 національних дослідницьких платформ, 8 науково-освітніх інтеграційних коледжів та 5 спільних інститутів з місцевими органами влади. Університет є членом C9 Ліги та Double First Class University Plan.
Університет науки і техніки Китаю постійно входить до 100 найкращих університетів світу в рейтингах найбільш читаних університетів у світі, таких як Academic Ranking of World Universities, Times Higher Education World University Rankings і QS World University Rankings. Що стосується результатів наукових досліджень, Nature Index 2022 ставить USTC на 2-е місце серед університетів Китаю та Азіатсько-Тихоокеанського регіону, а також на 5-те місце серед світових університетів (після Гарварду, Стенфорда, Массачусетського технологічного інституту та UCAS). Через його домінуючу позицію лідера та репутацію в науково-технічних дослідженнях USTC часто описують як «Caltech of China».

## Історія
Університет був заснований у Пекіні Китайською академією наук (CAN) у вересні 1958 року. Директор CAS пан Гуо Моруо був призначений першим президентом USTC. Засновницька місія USTC полягала в тому, щоб розвивати науково-технічну робочу силу високого рівня, що вважалося критично важливим для розвитку економіки Китаю, оборони та науково-технічної освіти. Заклад був названий «Головною подією в історії китайської освіти та науки». CAS підтримав USTC, об'єднавши більшість своїх інститутів з кафедрами університету. У 1959 році USTC був включений до 16 найкращих національних ключових університетів, ставши наймолодшим національним ключовим університетом.

## Рейтинги та репутація
USTC зазвичай вважається одним із найбільш конкурентоспроможних університетів у країні і постійно входить до числа найкращих університетів Азії згідно з кількома основними міжнародними рейтингами університетів. Спільний рейтинг університетів THE-QS World University Rankings у 2005 році поставив USTC на 4-те місце в Китаї (після Пекіна, Цінхуа та Фудань), на 13-те в Азії та на 93-тє у світі. Times Higher Education World University Rankings у 2011 році поставив USTC на 49-те місце у світі, 7-ме місце в Азії та 2-ге місце в Китаї після Пекіна. У 2020 році Times Higher Education займає 10-те місце в Азії та 4-те місце в країнах, що розвиваються, і материковому Китаї після (Цинхуа, Пекін і Чжецзян).
| Предмети                          | 2021 рік           |
| Предмети                          | Глобальний рейтинг |
| --------------------------------- | ------------------ |
| Нанонауки та технології           | 4                  |
| Хімія                             | 8                  |
| Енергетика та інженерія           | 8                  |
| Матеріалознавство та інженерія    | 13                 |
| Машинобудування                   | 17                 |
| Хімічна інженерія                 | 18                 |
| Комп'ютерні науки та інженерія    | 24                 |
| Бібліотечна та інформаційна наука | 25                 |
| Металургійне машинобудування      | 25                 |
| Біомедична інженерія              | 29                 |
| Інструменти Наука та Технологія   | 30                 |
| Фізика                            | 30                 |
| Транспортна наука та технології   | 38                 |
| Телекомунікаційна інженерія       | 42                 |
| Автоматизація та контроль         | 51—75              |
| Математика                        | 51—75              |
| Наука про Землю                   | 51—75              |
| Екологічна наука та інженерія     | 51—75              |
| Електротехніка та електроніка     | 101—150            |
| управління                        | 101—150            |
| Наука про атмосферу               | 151—200            |
| Біотехнологія                     | 151—200            |
| Статистика                        | 151—200            |
| Цивільна інженерія                | 201—300            |
| Економіка                         | 201—300            |
| Біологічні науки                  | 301—400            |
| Ділове адміністрування            | 301—400            |
| Біологічні науки людини           | 301—400            |
| Медичні технології                | 301—400            |
| Фармація та фармацевтичні науки   | 301—400            |
| Сільськогосподарські науки        | 401—500            |